# Ragnar Niemeijer
Ragnar Niemeijer (geb. Haarlem) is een Nederlands sportverslaggever. 
Hij is werkzaam voor de NOS, Ziggo Sport, RTL 7, Viaplay en Eurosport. Niemeijer geeft commentaar bij voetbal, roeien en golf. Bij de NOS werkt hij voor het programma NOS Langs de Lijn op Radio 1, met soms een uitstapje naar de televisie. Niemeijer heeft een eigen sportproductiebedrijf.